# Tupigea altiventer
Tupigea altiventer är en spindelart som först beskrevs av Eugen von Keyserling 1891.  Tupigea altiventer ingår i släktet Tupigea och familjen dallerspindlar. Inga underarter finns listade i Catalogue of Life.